# McCammon
McCammon é uma cidade localizada no estado americano de Idaho, no Condado de Bannock.

## Demografia
Segundo o censo americano de 2000, a sua população era de 805 habitantes.
Em 2006, foi estimada uma população de 777, um decréscimo de 28 (-3.5%).

## Geografia
De acordo com o United States Census Bureau tem uma área de
3,7 km², dos quais 3,7 km² cobertos por terra e 0,0 km² cobertos por água.

## Localidades na vizinhança
O diagrama seguinte representa as localidades num raio de 36 km ao redor de McCammon.